# Axiòtea de Pafos
Axiòtea (en grec antic: Ἀξιοθέα) fou la dona del rei Nícocles de Pafos. Quan Nícocles es va haver de suïcidar, Axiòtea va matar les seves filles amb les seves pròpies mans per impedir que caigueren en mans dels Ptolemeus, i tot seguit, juntament amb les seves cunyades, es va suïcidar.